# Liudmyla Monastyrska
Liudmyla Viktorivna Monastyrska (Людмила Вікторівна Монастирська; óblast de Cherkasy, 25 de mayo de 1975) es una soprano lírico spinto ucraniana.

## Biografía y carrera
Monastyrska nació en Irkliiv, en el óblast de Cherkasy y estudió en el Instituto de Música R. Glier de Kiev y en el Conservatorio de Kiev.
Monastyrska hizo su debut en la Ópera Nacional de Ucrania en el papel de  Tatiana en Eugene Onegin de Tchaikovsky en 1996 y se convirtió en solista principal de la compañía en 1998. Fue allí y en el Teatro Mijáilovski de San Petersburgo donde cantó los papeles principales de Aida de Verdi y La Gioconda de Ponchielli. También representó a Amelia en Un baile de máscaras de Verdi, Lisa en La dama de picas de Tchaikovsky, Nedda en Pagliacci de Leoncavallo y Santuzza en Cavalleria rusticana de Mascagni.
En 2010 interpretó con éxito el papel principal de Tosca de Puccini en la Deutsche Oper de Berlín, con poco tiempo para preparare, lo que la llevó a su debut en Italia en el Festival Puccini en Torre del Lago, Italia, bajo la dirección de Alberto Veronesi. En febrero de 2012 interpretó  Aida en La Scala, Milán.

## Macbethde Londres
En 2011 apareció en el Covent Garden, y sustituyó con éxito a Micaela Carosi en el papel de Aida a principios de la temporada, con Fabio Luisi como director. También fue contratada para cantar el papel de Lady Macbeth en Macbeth, de Verdi, con Simon Keenlyside en el papel principal y Antonio Pappano como director. Rupert Christiansen de The Daily Telegraph comentó que «no le faltaba nada, ni en volumen ni resistencia, articula  la coloratura limpiamente y afinando con firmeza... ojalá uno hubiera podido detectar en qué idioma estaba cantando». Tras su actuación, se publicó una grabación en video de la producción de Macbeth en DVD. En la reseña del DVD, William Braun, de Opera News, escribió: «Lady Macbeth de Liudmyla Monastyrska está excepcionalmente bien cantada. El papel en la versión de 1865 es un híbrido vocal desagradable, pero se desenvuelve a la perfección en esta nueva interpretación, sonando apropiadamente aprensiva al comienzo de «La luce langue», a medida que la trama se desarrolla. En otras partes, en la interpretación anterior, y casi sola entre las sopranos, observa las marcas de staccato en «Or tutti sorgete» y ha reflexionado sobre por qué Verdi pudo haberlas escrito. (Las convierte en una carcajada de incipiente deleite). La escena del sonambulismo es admirable, con el re bemol final, de un colorido maravilloso, como si hubiera vislumbrado un abismo».

## Actuaciones en Nueva York
Su primera aparición en Nueva York fue en el concierto anual de la Richard Tucker Music Foundation el 11 de noviembre de 2012, donde interpretó la arriesgada «Vieni, t'affretta», de Lady Macbeth recibiendo una gran ovación. Hizo su debut en la Ópera Metropolitana el 23 de noviembre de 2012 como Aida (nuevamente bajo la dirección de Fabio Luisi), con un gran éxito entre la crítica y el público. La crítica de The New York Times, Corinna da Fonseca-Wollheim, escribió: «Liudmyla Monastyrska, que ha llevado su voluptuosa voz de soprano al papel principal, ha tenido un debut triunfal en el Metropolitano. Ha llegado como una artista plenamente madura. Dotada de una [voz] soprano exquisita y completa que mantiene su brillo incluso en las notas más suaves. Su «O patria mia» ha sido bellamente dibujada y coloreada con inflexiones más oscuras que han añadido intensidad dramática. Un pasaje en el que las líneas de la Sra. Monastyrska han quedado perfectamente sombreadas por los violonchelos, incluso con su forma elástica, que dice mucho sobre la confianza y la comunicación [que hay] entre el Sr. Luisi y sus cantantes». David Salazar escribió sobre su interpretación del aria  en el Latinos Post: «A medida que ascendía hacia el Do alto cerca del final del aria, construyó un crescendo prolongado, pero luego entregó el Do como un pianissimo incorpóreo que transformó el momento en algo sublime».
El 30 de abril de 2022, Monastyrska sustituyó a la diva rusa Anna Netrebko en el papel principal de Turandot después de que Netrebko fuera descartada por la Ópera Metropolitana por su postura ambigua hacia Vladímir Putin y la invasión rusa de Ucrania en 2022. Al terminar su actuación Monastyrska se envolvió en una bandera ucraniana.

## Royal Opera House
En 2013, cantó a Abigaille en la producción de Nabucco de Verdi de la Royal Opera junto a Leo Nucci y Plácido Domingo, quienes se alternaron como Nabucco. Esta producción fue transmitida en cines de todo el mundo.

## Vida personal
Monastyrska está casada con Oleksandr Monastyrsky, un tenor solista de la Ópera Municipal para Niños y Jóvenes de Kiev. Tienen dos hijos.